# Serafino (Mantegna)
Un Serafino è uno dei frammenti superstiti degli affreschi della Cappella Ovetari a Padova, dipinto da Andrea Mantegna verso il 1449-1450. Si trova nel Museo degli Eremitani.

## Storia
Il giovanissimo Mantegna lavorò alla Cappella Ovetari a più riprese e con altri artisti, fino a diventarne il principale artefice.
Gli affreschi vennero distrutti nel 1944 e se ne salvano oggi solo alcuni frammenti, oltre a due episodi che erano stati in precedenza staccati.

## Descrizione e stile
L'angioletto è racchiuso in una cornice ovale ed è raffigurato nel busto, vestito da una svolazzante camicia bianca e con le due ali rosse, l'aureola e una torcia in mano.
La sua possente plasticità, evidenziata dal panneggio molto contrastato dal chiaroscuro, deriva probabilmente dall'osservazione del lavoro di Nicolò Pizzolo, con cui Mantegna divideva la stesura degli affreschi della cappella. Tale caratteristica divenne una costante del suo linguaggio pittorico, con figure vigorose come statue.